# Westsplaining
Westsplaining (kontaminacja słów West [ang. Zachód] i explaining [ang. wyjaśniać]) – pejoratywny termin, który krytykuje poglądy Zachodu na Europę Środkową i Wschodnią oraz jej historyczne relacje ze Związkiem Radzieckim i obecne z Federacją Rosyjską. Pojęcie to spopularyzowało się po rosyjskiej inwazji na Ukrainę w 2022 roku. Jan Smoleński i Jan Dutkiewicz zdefiniowali je jako „głośne narzucanie na ten region swoich analitycznych schematów i politycznych preskrypcji przez komentatorów z anglosfery”. 

## Użycie przed 2022 rokiem
W 2017 roku termin ten był użyty w artykule pt. „Westsplaining the Balkans” w czasopiśmie Balkan Insight. Autor tekstu Srdjan Garcevic stwierdził w nim, że  „Bałkanizm rodzi najgorszy typ turysty – taki, który po przeczytaniu jednej książki i spędzeniu kilku dni w regionie westsplaininguje miejscowym historię i politykę”. 
W 2019 roku dziennikarz Edward Lucas opisał termin westsplaining jako odnoszący się do powszechnej sytuacji na konferencjach, spotkaniach dyplomatycznych i w mediach społecznościowych polegającej na tym, że obywatele Zachodu krytykują wschodnich Europejczyków za nieufność wobec polityki „dialogu z Rosją”. Według Lucasa westsplaining obejmuje zarówno zachodnią prawicę, która „skrycie” podziwia rosyjskie interwencje wojskowe, lewicę, która postrzega NATO, Stany Zjednoczone i wydatki na obronę jako „rzeczywistego wroga”; oraz trzecią grupę, która jest „po prostu chciwa”. Lucas argumentował, że westsplaining doprowadził Zachód do błędnej oceny rosyjskich zagrożeń i działań wobec Europy Zachodniej i Wschodniej. 

## Użycie po rosyjskiej inwazji w 2022 roku
W swoim eseju z 4 marca 2022 roku Jan Smoleński i Jan Dutkiewicz argumentowali, że socjopolityczna analiza rosyjskiej inwazji na Ukrainę w 2022 roku przez kraje anglosaskie zignorowała analizę naukowców z Europy Wschodniej - co zostało określone mianem westsplainingu. Politycy i publicyści tacy jak: John Mearsheimer, Ted Galen Carpenter z Cato Institute, Wolfgang Streeck, Jeffrey Sachs, Janis Warufakis, Tucker Carlson, Mariana Mazzucato skupiali się kwestiach rozszerzenia NATO oraz relacji Rosja-Stany Zjednoczone jako mających kluczowe znaczenie dla wojny w Ukrainie, ignorując międzynarodowe prawo Ukrainy do samostanowienia. Smoleński i Dutkiewicz stwierdzają, że „w ramach westsplainingu uznaje się obawy Rosji, ale nie Europy Wschodniej”. W tym kontekście prawnik Patryk Labuda opisał westsplaining jako ignorowanie rosyjskiego imperializmu na rzecz ekspansji NATO jako głównego czynnika sprawczego. Labuda stwierdził, że istnieje „realne ryzyko” wystąpienia westsplainingu wśród prawników międzynarodowych w szerszych kontekstach ich analiz prawnych dotyczących rosyjskiej inwazji na Ukrainę w 2022 roku.
Również zachodnia lewica była krytykowana przez wschodnich Europejczyków za westsplaining, ponieważ w dyskusjach i debatach związanych z inwazją ignorowała prawo do samostanowienia narodów wschodniej części Europy oraz pomijała istnienie rosyjskiego imperializmu.
Termin westsplaining stał się szczególnie popularny w czerwcu 2022 roku w odniesieniu do mężczyzn o wysokim statusie społecznym w krajach zachodnich, którzy w dyskusjach na Twitterze nie zgadzali się na analogię między rosyjskim rasizmem wobec Ukraińców a rasizmem wobec Czarnych Amerykanów.
Westsplaining w odniesieniu do inwazji był również postrzegany jako „wyobrażanie sobie apokaliptycznego spotkania pomiędzy siłami 'wolności' i 'autorytarnej ciemności'” i ignorowanie kwestii dyskryminacji ze względu na „płeć, rasę, seksualność lub queerowość”.

## Reakcje
Odejście polskiej partii politycznej Lewica Razem z koalicji Progressive International i z DiEM25 przypisywano westsplainingowi jej zachodnich członków (brak ich jednoznacznej deklaracji poparcia dla suwerenności Ukrainy).
Jannis Warufakis, grecki ekonomista i polityk oskarżany o westsplaining przez Smoleńskiego i Dutkiewicza zinterpretował westsplaining jako negowanie politycznej agendy wschodnich Europejczyków. Warufakis nie zgodził się z poglądem, jakoby nierozszerzenie NATO i tak doprowadziłoby do wojny w Ukrainie, a określanie go jako westsplainera jest niesprawiedliwe w ramach pełnego szacunku dialogu wśród lewicowców.